# Elisabeth Furtwängler
Elisabeth Ackermann Furtwängler (Wiesbaden, 20 de diciembre de 1910 - Clarens, 5 de marzo de 2013) fue la viuda del director y compositor Wilhelm Furtwängler.

## Biografía
Nacida Elisabeth Albert, era hija de la diputada del Partido Popular Alemán durante la República de Weimar Katharina von Kardorff-Oheimb, la famosa «Kathinka» a cargo del salón literario social en la avenida Kurfürstendamm 181 entre 1918-1926. Creció en Berlín y se casó en primeras nupcias con Hans Ackermann, muerto en el frente francés de la Segunda Guerra Mundial en 1940 y padre de sus tres hijos e hija, la actriz Kathrin Ackermann, a su vez madre de la actriz Maria Furtwängler.
Elisabeth conoció al director cuando éste cortejaba a su hermana Maria, una conocida médica en Berlín. En 1943 se casó con Wilhelm Furtwängler, con quien tuvo a Andreas E. Furtwängler (* 11 de noviembre de 1944). Enviudó en 1954 del director.
Protagonizó el documental Furtwängler's Love dirigido por Jan Schmidt-Garre en el año 2004, laureado con el Premio Praga.
En el año 2011 fue condecorada con la Orden de las Artes y las Letras de la Legión de Honor del gobierno francés.